# Filmfare Award de la meilleure direction musicale
Le Filmfare Awards de la meilleure direction musicale (Filmfare Award for Best Music Director) est une récompense remise au meilleur responsable indien de la direction musicale de l'année par le magazine Filmfare, lors de la cérémonie annuelle des Filmfare Awards, depuis 1954.
- Les premiers lauréats furent Zoya Akhtar pour son film Luck by Chance et Ayan Mukerji pour Wake Up Sid.

## Liste de lauréats et de nommés

### Années 1950
- 1954 : Naushad Ali – Baiju Bawra
- 1955 : S. D. Burman – Taxi Driver
- 1956 : Hemant Kumar – Nagin
  - C. Ramchandra – Azaad
  - Naushad Ali – Uran Khatola
- 1957 : Shankar Jaikishan – Chori Chori
  - O. P. Nayyar – C.I.D.
- 1958 : O. P. Nayyar – Naya Daur
  - C. Ramchandra – Asha
- 1959 : Salil Chowdhury – Madhumati
  - O. P. Nayyar – Phagun
  - Shankar Jaikishan – Yahudi

### Années 1960
- 1960 : Shankar Jaikishan – Anari
  - S. D. Burman – Sujata
  - Shankar Jaikishan – Chhoti Bahen
- 1961 : Shankar Jaikishan – Dil Apna Aur Preet Parai
  - Naushad Ali – Mughal-e-Azam
  - Ravi – Chaudhvin Ka Chand
- 1962 : Ravi – Gharana
  - Naushad Ali – Gunga Jumna
  - Shankar Jaikishan – Jis Desh Men Ganga Behti Hai
- 1963 : Shankar Jaikishan – Professor
  - Hemant Kumar – Bees Saal Baad
  - Madan Mohan – Anpadh
- 1964 : Roshan – Taj Mahal
  - Naushad Ali – Mere Mehboob
  - Shankar Jaikishan – Dil Ek Mandir
- 1965 : Laxmikant-Pyarelal – Dosti
  - Madan Mohan – Woh Kaun Thi?
  - Shankar Jaikishan – Sangam
- 1966 : Ravi – Khandan
  - Kalyanji Anandji – Himalaya Ki God Mein
  - Shankar Jaikishan – Arzoo
- 1967 : Shankar Jaikishan – Suraj
  - Ravi – Do Badan
  - S. D. Burman – Guide
- 1968 : Laxmikant-Pyarelal – Milan
  - Kalyanji Anandji – Upkar
  - Ravi – Hamraaz
- 1969 : Shankar Jaikishan – Brahmachari
  - Ravi – Ankhen
  - Shankar Jaikishan – Diwana

### Années 1970
- 1970 : Laxmikant-Pyarelal – Jeene Ki Raah
  - S. D. Burman – Aradhana
  - Shankar Jaikishan – Chanda Aur Bijli
- 1971 : Shankar Jaikishan – Pehchaan
  - Laxmikant-Pyarelal – Do Raaste
  - S. D. Burman – Talaash
- 1972 : Shankar Jaikishan – Mera Naam Joker
  - R. D. Burman – Caravan
  - Shankar Jaikishan – Andaz
- 1973 : Shankar Jaikishan – Be-Imaan
  - Ghulam Mohammed – Pakeezah
  - Laxmikant-Pyarelal – Shor
- 1974 : S. D. Burman – Abhimaan
  - Kalyanji Anandji – Zanjeer
  - Laxmikant-Pyarelal – Bobby
  - Laxmikant-Pyarelal – Daag
  - R. D. Burman – Yaadon Ki Baaraat
- 1975 : Kalyanji Anandji – Kora Kagaz
  - Laxmikant-Pyarelal – Roti Kapada Aur Makaan
  - R. D. Burman – Aap Ki Kasam
  - S. D. Burman – Prem Nagar
  - Shankar Jaikishan – Resham Ki Dori
- 1976 : Rajesh Roshan – Julie
  - Laxmikant-Pyarelal – Dulhan
  - R. D. Burman – Khel Khel Mein
  - R. D. Burman – Sholay
  - Shankar Jaikishan – Sanyasi
- 1977 : Khayyam – Kabhi Kabhie
  - Kalyanji Anandji – Bairaag
  - Madan Mohan – Mausam
  - R. D. Burman – Mehbooba
  - Ravindra Jain – Chitchor
- 1978 : Laxmikant-Pyarelal – Amar Akbar Anthony
  - Jaidev – Alaap
  - R. D. Burman – Hum Kisise Kum Naheen
  - R. D. Burman – Kinara
  - Rajesh Roshan – Swami
- 1979 : Laxmikant-Pyarelal – Satyam Shivam Sundaram
  - Kalyanji Anandji – Don
  - R. D. Burman – Shalimar
  - Rajesh Roshan – Des Pardes
  - Ravindra Jain – Ankhiyon Ke Jharokhon Se

### Années 1980
- 1980 : Laxmikant-Pyarelal – Sargam
  - Khayyam – Noorie
  - Laxmikant-Pyarelal – Jaani Dushman
  - Rajesh Roshan – Kaala Patthar
  - Rajesh Roshan – Mr. Natwarlal
- 1981 : Laxmikant-Pyarelal – Karz
  - Kalyanji Anandji – Qurbani
  - Khayyam – Thodisi Bewafaii
  - R. D. Burman – Shaan
  - Laxmikant-Pyarelal – Aasha
- 1982 : Khayyam – Umrao Jaan
  - Bappi Lahiri – Armaan
  - Laxmikant-Pyarelal – Ek Duuje Ke Liye
  - R. D. Burman – Love Story
  - Shiv-Hari – Silsila
- 1983 : R. D. Burman – Sanam Teri Kasam
  - Bappi Lahiri – Namak Halaal
  - Khayyam – Bazaar
  - Laxmikant-Pyarelal – Prem Rog
  - Ravi – Nikaah
- 1984 : R. D. Burman – Masoom
  - Khayyam – Razia Sultan
  - Laxmikant-Pyarelal – Hero
  - R. D. Burman – Betaab
  - Usha Khanna – Souten
- 1985 : Bappi Lahiri – Sharaabi
  - Anu Malik – Sohni Mahiwal
  - Bappi Lahiri – Kasam Paida Karne Wale Ki
  - Bappi Lahiri – Tohfa
  - R. D. Burman – Jawani
- 1986 : Ravindra Jain – Ram Teri Ganga Maili
  - Laxmikant-Pyarelal – Meri Jung
  - Laxmikant-Pyarelal – Pyaar Jhukta Nahin
  - Laxmikant-Pyarelal – Sur Sangam
  - R. D. Burman – Saagar
- 1987 - Pas d'attribution
- 1988 - Pas d'attribution
- 1989 : Anand-Milind – Qayamat Se Qayamat Tak
  - Laxmikant-Pyarelal – Tezaab
  - Rajesh Roshan – Khoon Bhari Maang

### Années 1990
- 1990 : Raam Laxman – Maine Pyar Kiya
  - Kalyanji Anandji – Tridev
  - Laxmikant-Pyarelal – Ram Lakhan
  - Shiv-Hari – Chandni
- 1991 : Nadeem-Shravan – Aashiqui
  - Anand-Milind – Baaghi
  - Anand Milind – Dil
  - Bappi Lahiri – Aaj Ka Arjun
- 1992 : Nadeem-Shravan – Saajan
  - Hridaynath Mangeshkar – Lekin...
  - Laxmikant-Pyarelal – Saudagar
  - Nadeem-Shravan – Phool Aur Kaante
- 1993 : Nadeem-Shravan – Deewana
  - Anand-Milind – Beta
  - Jatin Lalit – Jo Jeeta Wohi Sikandar
- 1994 : Anu Malik – Baazigar
  - Bhupen Hazarika – Rudaali
  - Laxmikant-Pyarelal – Khalnayak
  - Nadeem-Shravan – Hum Hain Rahi Pyar Ke
  - Shiv-Hari – Darr
- 1995 : R. D. Burman – 1942: A Love Story
  - Anu Malik – Main Khiladi Tu Anari
  - Dilip Sen and Sameer Sen – Yeh Dillagi
  - Raam Laxman – Hum Aapke Hain Koun..!
  - Viju Shah – Mohra
- 1996 : A. R. Rahman – Rangeela
  - Anu Malik – Akele Hum Akele Tum
  - Jatin Lalit – Dilwale Dulhania Le Jayenge
  - Nadeem-Shravan – Raja
  - Rajesh Roshan – Karan Arjun
- 1997 : Nadeem-Shravan – Raja Hindustani
  - Jatin Lalit – Khamoshi
  - Rajesh Roshan – Papa Kehte Hai
  - Viju Shah – Tere Mere Sapne
  - Vishal Bhardwaj – Maachis
- 1998 : Uttam Singh – Dil To Pagal Hai
  - Anu Malik – Border
  - Jatin Lalit – Yes Boss
  - Nadeem-Shravan – Pardes
  - Viju Shah – Gupt
- 1999 : A. R. Rahman – Dil Se
  - Anu Malik – Soldier
  - Jatin Lalit – Kuch Kuch Hota Hai
  - Jatin Lalit – Pyaar To Hona Hi Tha
  - Viju Shah – Bade Miyan Chote Miyan

### Années 2000
- 2000 : A. R. Rahman – Taal
  - Anu Malik – Biwi No.1
  - Anu Malik – Haseena Maan Jayegi
  - Ismail Darbar – Hum Dil De Chuke Sanam
  - Jatin Lalit – Sarfarosh
- 2001 : Rajesh Roshan – Kaho Naa... Pyaar Hai
  - Anu Malik – Fiza
  - Anu Malik – Josh
  - Anu Malik – Refugee
  - Jatin Lalit – Mohabbatein
  - Nadeem-Shravan – Dhadkan
- 2002 : A. R. Rahman – Lagaan
  - Anu Malik – Mujhe Kucch Kehna Hai
  - Jatin Lalit, Aadesh Shrivastava and Sandesh Shandilya – La Famille indienne
  - Shankar–Ehsaan–Loy – Dil Chahta Hai
  - Uttam Singh – Gadar: Ek Prem Katha
- 2003 : A. R. Rahman – Saathiya
  - Anand Raj Anand – Kaante
  - Himesh Reshammiya – Humraaz
  - Ismail Darbar – Devdas
  - Nadeem-Shravan – Raaz
- 2004 : Shankar–Ehsaan–Loy – Kal Ho Naa Ho
  - Anu Malik – LOC Kargil
  - Himesh Reshammiya – Tere Naam
  - Jatin Lalit – Chalte Chalte
  - Rajesh Roshan – Koi... Mil Gaya
- 2005 : Anu Malik – Main Hoon Na
  - A. R. Rahman – Swades
  - Anu Malik – Murder
  - Pritam – Dhoom
  - Late Madan Mohan – Veer-Zaara
- 2006 : Shankar–Ehsaan–Loy – Bunty Aur Babli
  - Adnan Sami – Lucky: No Time for Love
  - Himesh Reshammiya – Aashiq Banaya Aapne
  - Shantanu Moitra (en) – Parineeta
  - Vishal-Shekhar – Dus
- 2007 : A. R. Rahman – Rang De Basanti
  - Himesh Reshammiya – Aksar
  - Jatin Lalit – Fanaa
  - Pritam – Dhoom 2
  - Shankar–Ehsaan–Loy – Don
  - Shankar–Ehsaan–Loy – Kabhi Alvida Naa Kehna
- 2008 : A. R. Rahman – Guru
  - Monty Sharma – Saawariya
  - Pritam – Jab We Met
  - Pritam – Life in a... Metro
  - Vishal-Shekhar – Om Shanti Om
- 2009 : A. R. Rahman – Jaane Tu... Ya Jaane Na
  - A. R. Rahman – Ghajini
  - A. R. Rahman – Jodhaa Akbar
  - Pritam – Race
  - Shankar–Ehsaan–Loy – Rock On!!
  - Vishal-Shekhar – Dostana

### Années 2010
- 2010 : A. R. Rahman – Delhi-6
  - Amit Trivedi – Dev.D
  - Pritam – Ajab Prem Ki Ghazab Kahani
  - Pritam – Love Aaj Kal
  - Shankar–Ehsaan–Loy – Wake Up Sid
  - Vishal Bhardwaj – Kaminey
- 2011 : Sajid-Wajid and Lalit Pandit – Dabangg
  - Pritam – Once Upon a Time in Mumbaai
  - Shankar–Ehsaan–Loy – My Name Is Khan
  - Vishal-Shekhar – Anjaana Anjaani
  - Vishal-Shekhar – I Hate Luv Storys
  - Vishal Bhardwaj – Ishqiya
- 2012 : A. R. Rahman – Rockstar
  - Ram Sampath – Delhi Belly
  - Shankar-Ehsaan-Loy – Zindagi Na Milegi Dobara
  - Sohail Sen – Mere Brother Ki Dulhan
  - Vishal-Shekhar – Voltage
- 2013 : Pritam – Barfi!
  - Amit Trivedi – Ishaqzaade
  - Pritam – Cocktail
  - Sneha Khanwalkar – Gangs of Wasseypur
  - Vishal-Shekhar – Student of the Year
- 2014 : Ankit Tiwari/Mithoon/Jeet Ganguly – Aashiqui 2
  - Amit Trivedi – Lootera
  - A. R. Rahman – Raanjhanaa
  - Pritam – Yeh Jawaani Hai Deewani
  - Sanjay Leela Bhansali - Goliyon Ki Raasleela Ram-Leela
  - Vishal-Shekhar – Chennai Express
- 2015 : Shankar-Ehsaan-Loy - 2 States
  - Amit Trivedi – Queen
  - Anupam Amod/Arko Pravo Mukherjee/Yo Yo Honey Singh/Mithoon/Pritam – Yaariyan
  - Himesh Reshammiya/Meet Bros Anjjan/Yo Yo Honey Singh – Kick
  - Mithoon/Ankit Tiwari/SOCH – Ek Villain
- 2016 : Amaal Mallik/Ankit Tiwari/Meet Bros Anjjan – Roy
  - Anupam Roy – Piku
  - A.R. Rahman – Tamasha
  - Pritam – Dilwale
  - Sanjay Leela Bhansali – Bajirao Mastani
  - Shankar-Ehsaan-Loy – Dil Dhadakne Do

## Articles